# Allium pseudostamineum
Allium pseudostamineum är en amaryllisväxtart som beskrevs av Fania Weissmann- Kollmann och Shmida. Allium pseudostamineum ingår i släktet lökar, och familjen amaryllisväxter. Inga underarter finns listade i Catalogue of Life.